# Česká komora autorizovaných inženýrů a techniků činných ve výstavbě
Česká komora autorizovaných inženýrů a techniků činných ve výstavbě (zkratkou ČKAIT) je veřejnoprávní stavovská organizace sdružující autorizované osoby, které vykonávají vybrané činnosti ve výstavbě podle stavebního a autorizačního zákona – např.projektování a provádění staveb.

## Poslání
Působnost Komory stanoví autorizační zákon. Komora má zejména pečovat o stavební kulturu a o kulturu utváření prostředí; spolupůsobit při ochraně veřejných zájmů v oblasti výstavby, architektury a územního plánování; spolupracovat s orgány státní správy a místní samosprávy; posuzovat návrhy obecně závazných předpisů dotýkajících se výkonu odborných činností; spolupracovat s institucemi podnikatelského a obchodního charakteru a mezi sebou navzájem; spolupracovat s obdobnými zahraničními institucemi; hájit stavovské zájmy autorizovaných osob spolupracovat s vypisovateli soutěží a výběrových řízení, posuzovat soutěžní podmínky a bránit konání neregulérních soutěží a výběrových řízení.
Mimo výše uvedené úkoly ČKAIT uděluje, odnímá a pozastavuje autorizaci; vede seznamy autorizovaných osob a tyto seznamy včetně jejich změn uveřejňuje na svém webu; vede disciplinární řízení; vydává vnitřní předpisy a standardy výkonů a dokumentace; podporuje odborné vzdělávání a napomáhá šíření odborných informací.
Povinností autorizované osoby (AO) je v prvé řadě chránit při výkonu vybraných činností veřejné zájmy, v druhé řadě zájmy klienta. Veřejnoprávní odpovědnost AO je upravena stavebním zákonem a autorizačním zákonem; soukromoprávní odpovědnost pak upravuje zejména občanský zákoník. Vztah člena Komory ke společnosti, ke klientovi, k profesi, ke kolegům a ke Komoře stanoví podrobně Profesní a etický řád ČKAIT.
Výkon vybraných činností ve výstavbě je na jedné straně spojen s vysokými nároky na odborné znalosti, na straně druhé s vysokou úrovní osobní odpovědnosti.

## Vnější vztahy
Představitelé ČKAIT udržují pracovní kontakty s představiteli státní správy (ministerstev atd.), krajské správy a místních samospráv. Propojení ČKAIT s veřejnou správou je patrné také na složení Autorizační rady ČKAIT, jejímiž členy jsou také zástupci Ministerstva dopravy ČR, Ministerstva pro místní rozvoj ČR, Ministerstva průmyslu a obchodu ČR a Ministerstva zemědělství ČR. Zástupci orgánů státní správy jsou rovněž členy Rady pro podporu rozvoje profese ČKAIT (RPRP), Legislativní komise ČKAIT a Technické komise ČKAIT.
Komora je připomínkovým místem Legislativní rady Vlády ČR a Centrem technické normalizace.
Spolupracuje také se středními a vysokými školami. Autorizační rada ČKAIT se vyjadřuje k akreditaci studijních programů vysokých škol z pohledu odbornosti a následné možnosti se autorizovat. Je členem SIA ČR – Rady pro výstavbu. Dále je členem Evropské rady inženýrských komor (ECEC), Evropské rady stavebních inženýrů (ECCE) a dalších organizací.
Autorizační rada ČKAIT se také vyjadřuje k akreditaci studijních programů vysokých škol z pohledu odbornosti a následné možnosti se autorizovat.

## Vznik a historie
ČKAIT byla zřízena zákonem č. 360/1992 Sb., a je zapsána v registru ekonomických subjektů u Českého statistického úřadu. Tímto zákonem byla zřízena také Česká komora architektů (ČKA).
Navazuje na činnost Inženýrské komory jejíž historie sahá až do roku 1838.

## Autorizace
Členem ČKAIT se může stát fyzická osoba vykonávající vybranou činnost ve výstavbě. Musí splnit požadavky na vzdělání a kvalifikaci, složit zkoušku odborné způsobilosti a slib autorizované osoby. Podrobné požadavky k autorizaci jsou stanoveny Autorizačním řádem ČKAIT, který schvaluje Ministerstvo pro místní rozvoj ČR.

### Stupně autorizace
- autorizovaný inženýr (AI)
- autorizovaný technik (AT), autorizovaný stavitel (AS). Osoba činná v oblasti realizace staveb může požádat o označení autorizovaný stavitel, ze zákona má stejnou působnost a stejná práva a povinnosti jako autorizovaný technik.

### Obory autorizace a specializace[9]
| 11 oborů autorizace                                       | Pro stupně autorizace | Pro stupně autorizace | Pro stupně autorizace |
| Pozemní stavby (PS)                                       | AI                    | AT                    | AS                    |
| Dopravní stavby (DS)                                      | AI                    | AT                    | AS                    |
| Stavby vodního hospodářství a krajinného inženýrství (VS) | AI                    | AT                    | AS                    |
| Mosty a inženýrské konstrukce (MIK)                       | AI                    | AT                    | AS                    |
| Technologická zařízení staveb (TZS)                       | AI                    | AT                    | -                     |
| Technika prostředí staveb (TPS)                           | AI                    | AT                    | -                     |
| Statika a dynamika staveb (SaD)                           | AI                    | -                     | -                     |
| Městské inženýrství (MI)                                  | AI                    | -                     | -                     |
| Geotechnika (GE)                                          | AI                    | AT                    | -                     |
| Požární bezpečnost staveb (PBS)                           | AI                    | AT                    | -                     |
| Stavby pro plnění funkce lesa (LS)                        | AI                    | -                     | -                     |
| 2 specializace                                            |                       |                       |                       |
| Energetické auditorství (EA)                              | AI                    | AT                    | -                     |
| Zkoušení a diagnostika staveb (ZaD)                       | AI                    | -                     | -                     |

### Počty autorizovaných osob ČKAIT
ČKAIT sdružuje přes 32 000 autorizovaných osob v celé České republice. Členové jsou evidováni u oblastních kanceláří, které jsou v krajských městech.
| Kraj                                  | Oblastní kancelář | Počet autorizovaných osob(stav v roce 2023) |
| ------------------------------------- | ----------------- | ------------------------------------------- |
| Hlavní město Praha a Středočeský kraj | Praha             | 10264                                       |
| Jihočeský kraj                        | České Budějovice  | 1818                                        |
| Jihomoravský kraj                     | Brno              | 4820                                        |
| Karlovarský kraj                      | Karlovy Vary      | 862                                         |
| Kraj Vysočina                         | Jihlava           | 1052                                        |
| Královéhradecký kraj                  | Hradec Králové    | 2059                                        |
| Liberecký kraj                        | Liberec           | 1027                                        |
| Moravskoslezský kraj                  | Ostrava           | 2923                                        |
| Olomoucký kraj                        | Olomouc           | 1586                                        |
| Pardubický kraj                       | Pardubice         | 1072                                        |
| Plzeňský kraj                         | Plzeň             | 1673                                        |
| Ústecký kraj                          | Ústí nad Labem    | 1806                                        |
| Zlínský kraj                          | Zlín              | 1451                                        |

## Orgány ČKAIT
- Shromáždění delegátů[10] (delegáty volí valné hromady oblastí)
- Představenstvo v čele s předsedou[11] (volí delegáti Shromáždění delegátů)
- Dozorčí rada ČKAIT[12] (volí delegáti Shromáždění delegátů)
- Stavovský soud ČKAIT[13] (volí delegáti Shromáždění delegátů)
- Autorizační rada ČKAIT[3] (jmenuje ministr pro místní rozvoj)

## Činnosti a služby ČKAIT
ČKAIT připomínkuje nové právní předpisy a novelizace stávajících.
Komora v rámci projektu Celoživotního vzdělávání umožňuje svým členům vzdělávání formou seminářů, webinářů, odborných exkurzí, e-kurzů a odborných konferencí. Vybrané akce jsou dostupné také pro odbornou veřejnost a zaměstnance orgánů veřejné správy a samosprávy.
Pro členy i odbornou veřejnost zpřístupňuje odborné informace na veřejných portálech PROFESIS (Profesní informační systém ČKAIT), časopisu Zprávy a informace ČKAIT (Z+i) a Časopisu Stavebnictví.
Knihovna ČKAIT prezenčně zpřístupňuje i pro odbornou veřejnost vybrané odborné publikace a technické podklady, např. typové podklady panelových soustav a další.
Vypisuje soutěž Cena Inženýrské komory (CIK) a spoluvypisuje soutěž Stavba roku.
U příležitosti 30 let ČKAIT v roce 2022 ocenila 30 významných osobností a 30 významných staveb.